# Kanadische Eishockeynationalmannschaft der Frauen
Die kanadische Eishockeynationalmannschaft der Frauen gehört dem kanadischen Eishockeyverband „Hockey Canada“ an. Dabei ist das „Team Canada“ mit zwölf (von 22 möglichen) Weltmeistertiteln und fünf (von sieben möglichen) olympischen Goldmedaillen die erfolgreichste Fraueneishockeynationalmannschaft der Welt. Die Spielerinnen, die sich aus den nordamerikanischen Fraueneishockey-Ligen rekrutieren, kommen vor Olympischen Spielen zu mehrmonatigen Trainingslagern zusammen, in deren Rahmen das „Team Canada“ eine große Zahl an Freundschaftsspielen bestreitet.

## Kader bei Olympischen Winterspielen

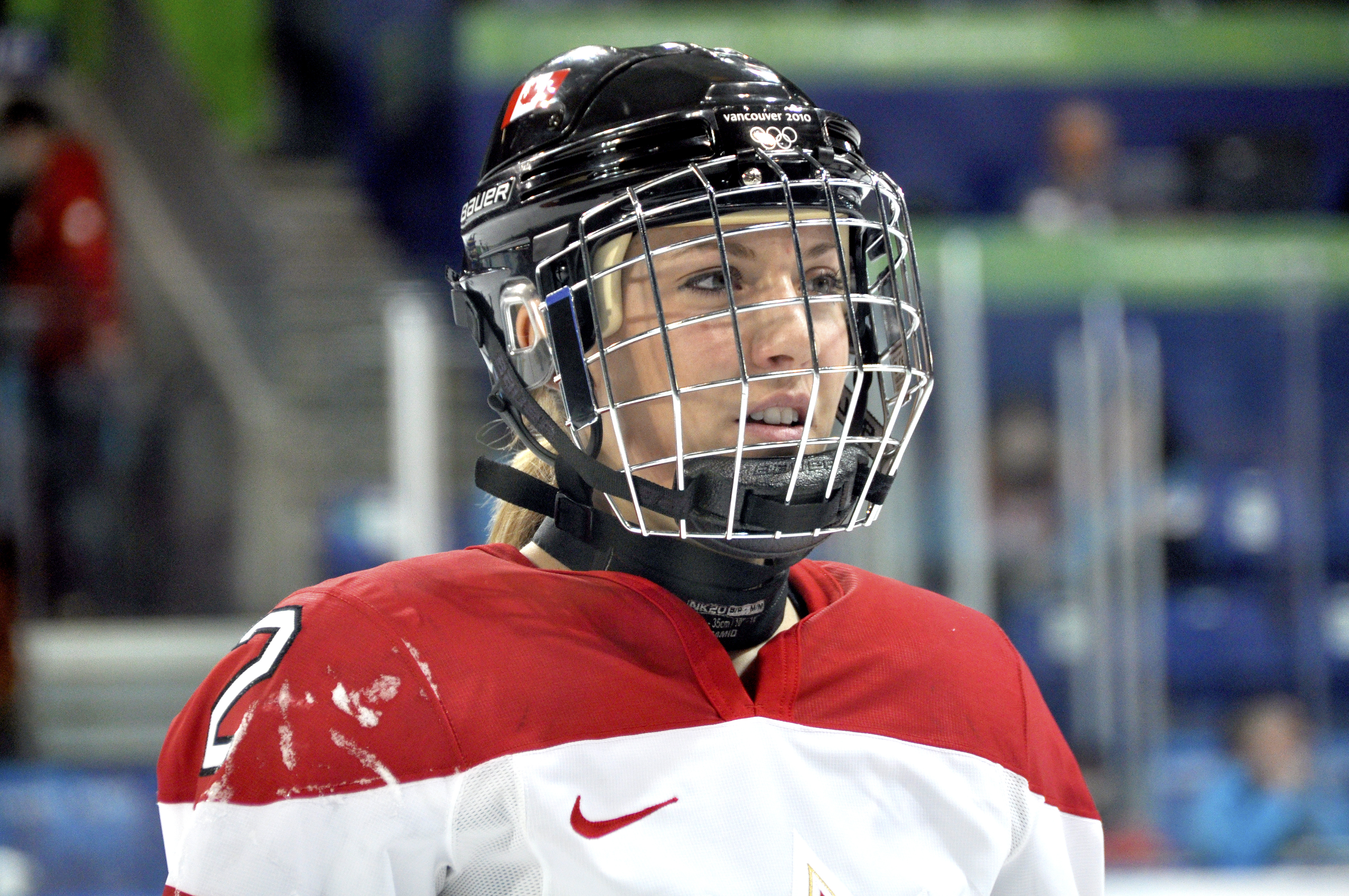
Meghan Agosta bei den Olympischen Winterspielen 2010

- Nagano 1998
- Salt Lake City 2002
- Turin 2006
- Vancouver 2010
- Sotschi 2014
- Pyeongchang 2018
- Peking 2022

## Statistik
Statistiken bei Weltmeisterschaften und Olympischen Winterspielen
| Erstes Spiel:             | 15:1 gegen Schweden WM 1990 in Ottawa, Kanada; 19. März 1990                                                                      |
| Höchste gewonnene Spiele  | 18:0 gegen Japan WM 1990 in Ottawa, Kanada; 22. März 1990 18:0 gegen Slowakei Olympia 2010 in Vancouver, Kanada; 13. Februar 2010 |
| Höchstes verlorenes Spiel | 4:7 gegen die USA Olympia 1998 in Nagano, Japan; 14. Februar 1998                                                                 |
| Olympische Winterspiele:  | 5 Goldmedaillen 2002, 2006, 2010, 2014, 2022                                                                                      |
| Weltmeisterschaften:      | 11 Goldmedaillen 1990, 1992, 1994, 1997, 1999, 2000, 2001, 2004, 2007, 2012, 2021                                                 |

## Internationale Ergebnisse
| Jahr | Turnier | Ort                                | Ergebnis         | Trainer/-in       |
| ---- | ------- | ---------------------------------- | ---------------- | ----------------- |
| 1990 | WM      | Ottawa ( Kanada)                   | Weltmeister      | Dave McMaster     |
| 1992 | WM      | Tampere ( Finnland)                | Weltmeister      | Rick Polutnick    |
| 1994 | WM      | Lake Placid ( USA)                 | Weltmeister      | Les Lawton        |
| 1995 | PRC     | San José ( USA)                    | Sieger           |                   |
| 1996 | PRC     | Richmond ( Kanada)                 | Sieger           |                   |
| 1997 | WM      | Kitchener ( Kanada)                | Weltmeister      | Shannon Miller    |
| 1998 | Olympia | Nagano ( Japan)                    | Silbermedaille   | Shannon Miller    |
| 1999 | WM      | Espoo, Vantaa ( Finnland)          | Weltmeister      | Danièle Sauvageau |
| 2000 | WM      | Mississauga u. a. ( Kanada)        | Weltmeister      | Melody Davidson   |
| 2001 | WM      | Minneapolis u. a. ( USA)           | Weltmeister      | Danièle Sauvageau |
| 2002 | Olympia | Salt Lake City ( USA)              | Goldmedaille     | Danièle Sauvageau |
| 2004 | WM      | Halifax, Dartmouth ( Kanada)       | Weltmeister      | Karen Hughes      |
| 2005 | WM      | Linköping, Norrköping ( Schweden)  | Silbermedaille   | Melody Davidson   |
| 2006 | Olympia | Turin ( Italien)                   | Goldmedaille     | Melody Davidson   |
| 2007 | WM      | Winnipeg, Selkirk ( Kanada)        | Weltmeister      | Melody Davidson   |
| 2008 | WM      | Harbin ( Volksrepublik China)      | Silbermedaille   | Peter Smith       |
| 2009 | WM      | Hämeenlinna ( Finnland)            | Silbermedaille   | Peter Smith       |
| 2010 | Olympia | Vancouver ( Kanada)                | Goldmedaille     | Melody Davidson   |
| 2011 | WM      | Zürich, Winterthur ( Schweiz)      | Silbermedaille   | Ryan Walter       |
| 2012 | WM      | Burlington ( Vereinigte Staaten)   | Weltmeister      | Dan Church        |
| 2013 | WM      | Ottawa ( Kanada)                   | Silbermedaille   | Dan Church        |
| 2014 | Olympia | Sotschi ( Russland)                | Goldmedaille     | Kevin Dineen      |
| 2015 | WM      | Malmö ( Schweden)                  | Silbermedaille   | Doug Derraugh     |
| 2016 | WM      | Kamloops ( Kanada)                 | Silbermedaille   | Laura Schuler     |
| 2017 | WM      | Plymouth ( Vereinigte Staaten)     | Silbermedaille   | Laura Schuler     |
| 2018 | Olympia | Pyeongchang ( Südkorea)            | Silbermedaille   | Laura Schuler     |
| 2019 | WM      | Espoo ( Finnland)                  | Bronzemedaille   | Perry Pearn       |
| 2020 | WM      | Halifax, Truro ( Kanada)           | Turnier abgesagt | Perry Pearn       |
| 2021 | WM      | Calgary ( Kanada)                  | Goldmedaille     | Troy Ryan         |
| 2022 | Olympia | Beijing ( Volksrepublik China)     | Goldmedaille     | Troy Ryan         |
| 2022 | WM      | Herning, Frederikshavn ( Dänemark) | Goldmedaille     | Troy Ryan         |
| 2023 | WM      | Brampton ( Kanada)                 | Silbermedaille   | Troy Ryan         |
| 2024 | WM      | Utica ( Vereinigte Staaten)        | Goldmedaille     | Troy Ryan         |
| 2025 | WM      | Budweis ( Tschechien)              | Silbermedaille   | Troy Ryan         |